# L'Hypothèse démocratique
 (novembre 2022).
L'Hypothèse démocratique – Une histoire basque est un film français écrit et réalisé par Thomas Lacoste, dont la sortie nationale au cinéma est le 20 avril 2022 en France.

## Synopsis
L'Hypothèse démocratique – Une histoire basque est un film qui raconte pour la première fois au cinéma le conflit basque et sa transformation inédite du point de vue des personnes qui ont accompagné ce processus,.

## Fiche technique
- Réalisation : Thomas Lacoste
- Assistantes à la réalisation : Anaiz Aguirre Olhagaray, Joana Duhalde & Anne Fassin
- Image : Eñaut Castagnet & Catherine Georges
- Cadre : François Froget, Kriztof Ayez, Xabi Hiriart, Peio Duhalde & Romain Marcel
- Son : Renaud Michel & Jérémie Garat
- Montage : Gilles Volta
- Assistante montage : Clara Borgen
- Stagiaire montage : Ezti Larrue
- Montage son : Benoît Gargonne
- Musique originale : Grégoire Auger
- Musique voix : Cerise Lacoste-Ravez & Olivier de Closmaneuc
- Mixage : Jean-Guy Véran
- Étalonnage : Eric Heinrich
- Graphisme : Simon Gréau
- Traductions : Antton Harignordoquy, Michael Wells, Dani & Maite Zelaia, Anaiz Aguirre Olhagaray, Aintzina Mazusta, Joana Pochelu, Stéphanie Nouailhetas, Phillip Basterra, Katrin Hodapp, Nathalie Jaëck, Margo Compagnie, Jonathan Sly, Madeleine Lungu & Yael Vidan
- Documentalistes : Justine Moreau, Anaiz Aguirre Olhagaray & Manuel Senut
- Transcriptions : Joachim Mileschi & Anaiz Aguirre Olhagaray
- Site internet : Pierre Pène & Koldo Etxegarai
- Production : Julie Paratian (SISTER productions -production déléguée) & Thomas Lacoste (La Bande Passante)

## Distribution
- Gerry Adams : leader historique du Sinn Féin (Irlande du Nord), engagé dans la résolution du conflit au Pays basque
- Itziar Aizpurua Egana : dirigeante historique de la Gauche abertzale, condamnée lors du procès de Burgos (1970)
- Anton, Eugenio Etxebeste Arizkuren : membre historique d’ETA, responsable des négociations d’Alger (1989), déporté de 1984 à 1997
- Arantxa Arruti : membre historique d’ETA, torturée par la Guardia Civil, jugée lors du procès de Burgos (1970)
- Josu Chueca Intxusta : historien, Université du Pays basque
- Brian Currin : avocat sud-africain des droits de l’homme, expert en résolution de conflits, fondateur du Groupe international de contact pour le Pays basque (GIC)
- Jesus Eguiguren : président du Parti socialiste basque (2002-2014), participe aux négociations de Genève (2005-2007)
- Karmen Galdeano : avocate, fille de Xavier Galdeano tué par le GAL le 30 mars 1985 à Saint-Jean-de-Luz
- Anita Lopepe : enseignante, porte-parole d’Euskal Herria Bai (coalition de la Gauche abertzale, Pays basque Nord)
- Martxelo Otamendi : rédacteur en chef du quotidien Egunkaria interdit en 2003, actuel directeur du quotidien Berria, torturé par la Guardia Civil en 2003
- Arnaldo Otegi : porte-parole d’Euskal Herria Bildu (coalition de la Gauche abertzale, Pays basque Sud), emprisonné de 2009 à 2016
- Peixoto, José Manuel Pagoaga : membre historique d’ETA, présent aux négociations de Txiberta (1977), laissé pour mort le 13 janvier 1979 à Saint-Jean-de-Luz
- David Pla Martin (et ses parents) : dernier porte-parole d’ETA, présent lors des négociations d’Oslo (2011-2013), incarcéré en France au moment du tournage
- Rosa Rodero : veuve de Joseba Goikoetxea tué par ETA le 22 novembre 1993 à Bilbao
- Pello Rudio Urbieta : agriculteur à la ferme de Txillarre
- Karmele Urbistondo, fondation Euskal memoria, torturée par la Guardia Civil en 1993
- Txetx, Jean-Noël Etcheverry, artisan de la paix, fondateur de Bizi et Alternatiba
- Egoitz Urrutikoetxea : militant abertzale, historien, fondation Iratzar
- Josu Urrutikoetxea : membre historique d’ETA, présent lors des négociations de Genève (2005-2007) et d’Oslo (2011-2013), annonce la dissolution d’ETA le 3 mai 2018, incarcéré en France le 16 mai 2019
- Miren Zabaleta : avocate, membre de la direction de Sortu (parti de la Gauche abertzale, Pays basque Sud), emprisonnée de 2009 à 2015

## Tournage
Le tournage a eu lieu entre janvier 2017 et février 2021 en Angleterre (Londres), Espagne (Communauté autonome basque et Navarre), France (Paris et Pays basque nord), Irlande du Nord (Belfast).

## Festivals
L'Hypothèse démocratique – Une histoire basque est présenté en avant-première aux États généraux du film documentaire de Lussas le 24 août 2021 et en séance spéciale de clôture du festival international du documentaire Cinéma du Réel au Centre Beaubourg le 20 mars 2022. Le film est présenté également en avant-première dans les festivals Les écrans du doc à Décines-Charpieu le 1er avril  et aux Rencontres sur les docks à Bayonne le 7 avril 2022.

## Tétralogie
L'Hypothèse démocratique fait partie d'un travail en quatre volets, dont Pays basque & liberté – Un long chemin vers la paix (52’, 2020) est un volet.

## Critique
L'Hypothèse démocratique – Une histoire basque est salué dans Le monde comme "un document exceptionnel du point de vue des témoignages, relatant une sortie de conflit inédite dans l’histoire contemporaine". Le critique Jean-Michel Frodon fait valoir "qu'à la fois informatif et clairement engagé, le film est d'abord et in fine une proposition sensible, où l'attention aux détails et aux non-dits tient toute sa place".